# 4. HNL – Jug B 2006./07.
Ovaj članak je podtema članka: 4. HNL 2006./07.

4. HNL – Jug je svoje prvo izdanje imala u sezoni 2006./07. Sastojala se od dvije skupine (A i B). U "Skupini B" se natjecalo 11 klubova iz Splitsko-dalmatinske, Šibensko-kninske i Zadarske županije, a prvak lige je bio klub "Hrvace".  

## Sustav natjecanja
Jedanaest klubova je igralo trokružnu ligu (33 kola, 30 utakmica po klubu). 

## Sudionici
| |                                                               |  |
| Zadarska županija - Dragovoljac Poličnik - Pag - Polača - Raštane (Gornje Raštane) - Vir Splitsko-dalmatinska županija - Glavice - Hrvace - OSK Aldi Otok | Šibensko-kninska županija - Dinara Knin - DOŠK Drniš - Vodice |  |

## Ljestvica
| mj. | klub                     | ut. | pob. | ner. | por. | gol+ | gol- | bod |
| --- | ------------------------ | --- | ---- | ---- | ---- | ---- | ---- | --- |
| 1.  | Hrvace                   | 30  | 25   | 2    | 3    | 103  | 26   | 77  |
| 2.  | Raštane (Gornje Raštane) | 30  | 16   | 8    | 6    | 60   | 33   | 56  |
| 3.  | OSK Aldi Otok            | 30  | 13   | 4    | 13   | 51   | 64   | 43  |
| 4.  | Glavice                  | 30  | 13   | 4    | 13   | 51   | 64   | 43  |
| 5.  | Dragovoljac Poličnik     | 30  | 10   | 7    | 13   | 36   | 42   | 37  |
| 6.  | Polača                   | 30  | 10   | 7    | 13   | 36   | 42   | 37  |
| 7.  | Pag                      | 30  | 11   | 3    | 16   | 53   | 55   | 36  |
| 8.  | Dinara Knin              | 30  | 8    | 10   | 12   | 37   | 51   | 34  |
| 9.  | Vir                      | 30  | 10   | 4    | 16   | 37   | 60   | 34  |
| 10. | Vodice                   | 30  | 8    | 8    | 14   | 28   | 52   | 32  |
| 11. | DOŠK Drniš               | 30  | 8    | 6    | 16   | 41   | 53   | 30  |

## Rezultatska križaljka
| kratica | klub                     | DIN | DOŠK | DRA | GLA | HRV | OSK | PAG | POL | RAŠ | VIR | VOD |
| --- | ------------------------ | --- | ---- | --- | --- | --- | --- | --- | --- | --- | --- | --- |
| DIN | Dinara Knin              |     |      |     |     |     |     |     |     |     |     |     |
| DOŠK | DOŠK Drniš               |     |      |     |     |     |     |     |     |     |     |     |
| DRA | Dragovoljac Poličnik     |     |      |     |     |     |     |     |     |     |     |     |
| GLA | Glavice                  |     |      |     |     |     |     |     |     |     |     |     |
| HRV | Hrvace                   |     |      |     |     |     |     |     |     |     |     |     |
| OSK | OSK Aldi Otok            |     |      |     |     |     |     |     |     |     |     |     |
| PAG | Pag                      |     |      |     |     |     |     |     |     |     |     |     |
| POL | Polača                   |     |      |     |     |     |     |     |     |     |     |     |
| RAŠ | Raštane (Gornje Raštane) |     |      |     |     |     |     |     |     |     |     |     |
| VIR | Vir                      |     |      |     |     |     |     |     |     |     |     |     |
| VOD | Vodice                   |     |      |     |     |     |     |     |     |     |     |     |
| |                          |     |      |     |     |     |     |     |     |     |     |     |
| podebljan rezultat - utakmice od 1. do 11., te od 23. do 33. kola (1. i 3. utakmica između klubova) rezultat normalne debljine - utakmice od 12. do 22. kola (2. utakmica između klubova) rezultat nakošen - nije vidljiv redoslijed odigravanja međusobnih utakmica iz dostupnih izvora rezultat smanjen * - iz dostupnih izvora nije uočljiv domaćin susreta prekrižen rezultat - poništena ili brisana utakmica p - utakmica prekinuta 3:0 p.f. / 0:3 p.f. - rezultat 3:0 bez borbe n.i. - nije igrano |                          |     |      |     |     |     |     |     |     |     |     |     |

 Izvori: